# Nomorhamphus liemi
Nomorhamphus liemi is een straalvinnige vissensoort uit de familie Zenarchopteridae. De wetenschappelijke naam werd gepubliceerd in 1978 door Vogt.